# Scena del Diluvio
La Scena del Diluvio (Scène du déluge) è un dipinto a olio su tela dipinto da Anne-Louis Girodet, presentato al Salone del 1806 e conservato al museo del Louvre.

## Storia
Il quadro ottenne il primo premio al concorso decennale del 1810, come pittura di storia eroica, contro Le Sabine di David, il quale commentò che l'opera univa la robustezza delle opere michelangiolesche con la purità di quelle raffaellesche; venne esposto di nuovo al Salone del 1814. Venne acquistato dalla casa del re nel 1818 per il museo del Lussemburgo a Parigi. Alla morte di Girodet nel 1824, venne assegnato al museo del Louvre con due altri quadri del pittore, Il sonno di Endimione e Atala sepolta nella tomba. Un disegno preparatorio a pietra nera, datato al 1795 circa, si conserva a Ottawa, al museo di belle arti del Canada. Il quadro venne riprodotto in una litografia da Jean-Baptiste Aubry-Lecomte nel 1825.

## Descrizione
La tela, di formato molto grande (4,41 metri per 3,41), rappresenta cinque membri di una stessa famiglia che lottano per sfuggire alla furia degli elementi della natura, in quello che è stato visto dalla critica come il diluvio universale (anche se probabilmente Girodet voleva solo dipingere un cataclisma che non fosse per forza quello biblico). L'uomo issato su una roccia si aggrappa a un albero morto che comincia a spezzarsi; prova a tirare fino a sé sua moglie, alla quale si aggrappano due bambini, sostenendo nel frattempo un vecchio che tiene un sacchetto di soldi in mano. L'uomo guarda con orrore la sua donna che sta per perdere l'equilibrio e rischia di cadere dal dirupo, mentre uno dei bambini prova a reggersi ai capelli della madre. Il vento è evocato dalle vesti svolazzanti, il cielo è striato da un lampo, mentre tra le acque agitate galleggia un cadavere, che preannuncia il destino inevitabile che sta per incombere su tutti i personaggi.